# Erimetopus
Erimetopus is een geslacht van kreeftachtigen uit de klasse van de Malacostraca (hogere kreeftachtigen).

## Soorten
- Erimetopus brazzae (A. Milne-Edwards, 1886)
- Erimetopus vandenbrandeni (Balss, 1936)